# Michele Del Gaudio
Michele Del Gaudio (Torre Annunziata, 1º ottobre 1952) è un magistrato e politico italiano.

## Biografia
Nel 1975 si laurea in giurisprudenza all'università di Pisa e acquisisce il diploma della Scuola Superiore. Nel 1979 entra in magistratura. Nel 1980 è giudice del tribunale di Savona. Nel 1980 diventa giudice istruttore e cura le indagini sui tumori causati dall'ACNA di Cengio. Nel 1983 istruisce, con il collega Francantonio Granero, il cosiddetto "Processo Teardo", che anticipa "Mani pulite". È cofondatore con Mario Almerighi del “Movimento per la Giustizia”.
Alle elezioni politiche del 1994 viene candidato alla Camera dei deputati nel collegio uninominale di Savona come indipendente, sostenuto dalla coalizione di centro-sinistra Alleanza dei Progressisti in quota La Rete, dove viene eletto deputato alla Camera con il 39,35% dei voti contro i candidati del Polo delle Libertà Cristoforo Canavese (35,06%), del Patto per l'Italia Cesare Donini (12,81%), di Alleanza Nazionale Mauro Ghione (7,08%) e della Lista Pannella-Riformatori Carlo Rebagliati (5,70%). È membro della commissione difesa e di quella sulle stragi. Diventa discepolo di Antonino Caponnetto, Giuseppe Dossetti, Luigi Ciotti, Raffaele Nogaro. Gira le scuole di tutta la penisola per diffondere la legalità e i valori costituzionali.

## Opere principali
- “La toga strappata”, con prefazione di Raffaele Bertoni (Pironti, 1992);
- “Vi racconto la Costituzione”, con prefazione di don Giuseppe Dossetti (Editori Riuniti e SEI, 1995);
- “A scuola di legalità”, con prefazione di Antonino Caponnetto (Pironti, 2002);
- "Vi racconto la giustizia" (Pironti, 2004); "Vangelo e Costituzione" (Pironti, 2014).